# Aphyssura halli
Aphyssura halli är en tvåvingeart som beskrevs av Norris 1999. Aphyssura halli ingår i släktet Aphyssura och familjen spyflugor. Inga underarter finns listade i Catalogue of Life.